# Paramoria johnclarki
Paramoria johnclarki is een slakkensoort uit de familie van de Volutidae. De wetenschappelijke naam van de soort is voor het eerst geldig gepubliceerd in 1997 door Bail & Limpus.